# Ю Ён Чхоль
Ю Ён Чхоль (кор. 유영철; род. 18 апреля 1970) — южнокорейский серийный убийца, совершивший не менее двадцати убийств в Сеуле в 2003—2004 годах. Большинство жертв были проститутками и богатыми пожилыми людьми. По собственному признанию, ел части тел своих жертв.

## Биография до убийств
Ю Ён Чхоль родился 18 апреля 1970 года в многодетной семье в уезде Кочхан, (провинция Чолла-Пукто, Республика Корея), был третьим из четырёх детей, помимо него в семье было два старших брата и младшая сестра. Когда будущему убийце был один год семья переехала в Сеул. Его отец будучи ветераном войны во Вьетнаме страдал от посттравматического стрессового расстройства в следствии чего со временем пристрастился к спиртному и азартным играм, поэтому семья жила довольно бедно, отец находясь в состоянии опьянения нередко применял против жены и детей физическое насилие. В конечном итоге он погиб в результате несчастного случая 12 июня 1985 года, после чего все хлопоты по воспитанию детей легли на плечи матери, которая будучи очень набожной христианкой пыталась привить это качество и своим детям, заставляя их каждое воскресение посещать церковь. Именно в церкви Ю Ён Чхоль начал общаться с детьми из более богатых семей, что также привело к формированию у него комплекса неполноценности и ненависти к богатым и обеспеченным людям.
В средних и старших классах Ю Ён Чхоль усиленно занимался спортом (легкой атлетикой, толканием ядра и спринтом), благодаря тренировкам, он был хорошо физический развит, тем не менее знакомые будущего убийцы отмечали его вспыльчивый характер. Также будущий преступник проявлял интерес к рисованию и хотел поступать в художественный колледж, однако из-за обнаруженного дальтонизма этим планам не суждено было сбыться. Вместо художественного училища по совету матери Ён Чхоль поступил в техническое, однако 23 августа 1988 года совершил кражу личных вещей у соседа по комнате в общежитии в следствии чего был арестован и приговорен к краткосрочному тюремному заключению, однако из-за осуждения из училища он все же был отчислен.
В 1991 году через общего знакомого он познакомился с 20-летней Чун Джин Хван — работницей массажного салона с которой вскоре начал сожительствовать в доме своей матери. Тем не менее в сентябре 1991 года Ю Ён Чхоль вновь был приговорен  к 10 месяцам заключения за кражу. 23 июня 1993 года он и Чун Джин Хван официально зарегистрировали свой брак, тем не менее уже 16 сентября того же года преступник получил очередной срок в восемь месяцев заключения за кражу. Освободившись в мае 1994 года, Ён Чхоль устроился на работу фотографом в свадебное агентство, 26 октября 1994 года в его семье родился сын. Вскоре однако через своих знакомых ему удалось раздобыть поддельное удостоверение сотрудника полиции, с помощью которого он начал заниматься вымогательством денег у владельцев нелегального бизнеса (наркоторговцев, сутенеров и т.д.), ещё одним способом дохода Ю Ён Чхоль избрал для себя перепродажу порнографии. 27 апреля 1995 года он вновь был арестован и оштрафован на 3 миллиона южнокорейских вон за нелегальную продажу порнографии.
Тем не менее Ю Ён Чхоль продолжил заниматься вымогательствами используя поддельное удостоверение сотрудника полиции, пока не был вновь арестован 13 февраля 1998 года, и по совокупности преступлений, за подделку документов, выдачу себя за представителя власти и вымогательство приговорен к 2 годам лишения свободы. Тем не менее вновь вышел на свободу досрочно через полтора года после ареста — 19 мая 1999 года. Однако, уже 15 марта 2000 года он вновь был арестован за половую связь с несовершеннолетней, и попытку выдать себя за сотрудника полиции, в результате чего вновь приговорен к 3 годам и 6 месяцам лишения свободы. Вскоре после очередного осуждения Ю Ён Чхоля, его жена подала на развод, который был официально оформлен 27 октября того же года. В результате чего будущий серийный убийца потерял опеку над своим сыном, а также был лишен возможности общения с ним, что оказало на него серьёзное психоэмоциональное воздействие, и в конечном итоге по собственному признанию привело к тому, что Ён Чхоль начал совершать убийства.  11 сентября 2003 года Ю Ён Чхоль очередной раз освободившись из тюрьмы уехал к матери, где и начал проживать.

## Серия убийств
Вскоре после последнего освобождению Ю Ён Чхоль устроился на стройку разнорабочим и решился на совершения убийств. Чтобы разработать план «идеального преступления», он начал тренироваться на животных, изначально он попытался убить встретившуюся ему бродячую собаку складным ножом, но понял, что данный способ приводит лишь к длительным мучениям жертвы и большому количеству крови, тогда он украл с места работы молоток и «опробовав» его на очередном бродячем животном понял, что данный способ убийства наиболее «эффективен». Затем похитив с места работы строительные перчатки и плащ с капюшоном он решил врываться в дома богатых и обеспеченных людей в буднее время, когда на месте могли находиться только пожилые, женщины или дети, для устрашения жертв преступник также всегда брал с собой складной нож, однако никогда не использовал его для совершения убийства.

### 2003 год
- 24 сентября, Каннамгу: Нанёс пожилому мужчине удар ножом в шею и бил четырёхкилограммовым молотком по голове, затем убил молотком его жену (возраст жертв — 72 года, 67 лет).
- 9 октября, Чонногу: Забил до смерти молотком трёх человек (возраст жертв — 85, 60, 35 лет).
- 16 октября, Каннамгу: избил 60-летнюю женщину молотком по голове. В 13:30 жертву обнаружил её сын, через полчаса она скончалась.
- 18 ноября (возраст жертв — 53 года, 87 лет, младенец), Чонногу: Ю убил трёх человек, в числе которых был младенец, поранился, пытаясь открыть сейф, и сжёг дом в попытке скрыть улики.

11 декабря Ю познакомился с девушкой из эскорт-услуг и через несколько встреч предложил ей жить вместе, но когда она узнала о его криминальном прошлом, то сказала, что не хочет больше видеться с ним. Тогда он решил убивать эскорт-девушек из мести.

### 2004 год
- 16 марта (возраст жертвы — 23 года), Мапхогу: Задушил девушку из эскорт-услуг, изувечил тело, выбросил его на дорогу рядом с Университетом Соган.
- Апрель-май, Мапхогу: Вызвал на дом девушку из эскорт-услуг, где избил молотком, обезглавил жертву, когда она находилась в бессознательном состоянии, бил по голове молотком, изуродовал тело, затем сбросил его на стройке неподалёку от буддийского храма Бонгвонса в районе Содэмунгу. Все дальнейшие убийства повторяли по почерку данное.
- Май, Мапхогу: возраст жертвы составил 25 лет.
- 1 июня, Мапхогу: возраст жертвы составил 35 лет.
- Начало июня, Мапхогу: возраст жертвы неопределен.
- 9 июня, Мапхогу: возраст жертвы составил 26 лет.
- 18 июня, Мапхогу: возраст жертвы составил 27 лет.
- 25 июня, Мапхогу: возраст жертвы составил 28 лет.
- 2 июля, Мапхогу: возраст жертвы составил 26 лет.
- 9 июля, Мапхогу: возраст жертвы составил 24 года.
- 13 июля, Мапхогу: возраст жертвы составил 27 лет.

## Арест, приговор и жизнь в тюрьме
Полиция арестовала Ю Ён Чхоля рядом с торговым центром «Grand Mart» в Мапхогу в 5 часов утра 15 июля 2004 года. Несмотря на то, что преступник сознался в 21 убийстве, одну жертву пришлось исключить из-за нехватки доказательств. Ю сжёг тела трёх своих жертв и изуродовал как минимум одиннадцать. По собственному признанию, у некоторых жертв он съел печень. Как он объяснял свои мотивы в интервью, «женщины не должны быть шлюхами, а богатые должны знать, что они наделали». Суд на Ю Ён Чхолем начался 6 сентября 2004 года и уже 13 декабря того же года он был признан виновным в совершении 20 убийств и приговорен к смертной казни. Преступник подал апелляцию в Верховный суд Республики Корея однако по итогам разбирательств 9 июня 2005 года приговор был оставлен без изменений. 19 июля 2005 года он был официально утвержден, после чего Ю Ён Чхоль был этапирован в камеру смертников Сеульского центра заключения.
Несмотря на то, что смертная казнь в Южной Корее не запрещена законом, она фактически не применялась с 30 декабря 1997 года. В 2010 году на очередных дебатах по поводу смертной казни в министерстве юстиции Республики Корея, был поднят вопрос об исполнении смертных приговоров в отношении серийных убийц  Чон Дуёна, Кан Хо Суна и Ю Ён Чхоля, однако запрос был отклонен из-за возможного осуждения таких действий со стороны мировой общественности.
10 декабря 2014 года Ю Ён Чхоль устроил словесную перепалку и драку с надзирателями, когда те обнаружили в его камере контрабандные эротические журналы.

## В искусстве
- В 2008 году на экраны вышел фильм «Преследователь», в основу которого легли преступления Ю Ён Чхоля.
- В 2021 году Netflix выпустил документальный сериал «Убийца в плаще: Охота на корейского хищника».